# Факултет „Приложна информатика и статистика“ (УНСС)
Факултет „Приложна информатика и статистика“ е основно звено в Университета за национално и световно стопанство, формирано през 2008 г. чрез отделяне на три катедри, които до този момент са позиционирани във факултет „Управление и информатика”. Това са катедрите: „Статистика и иконометрия“ (създадена през 1947 г.), „Математика“ (създадена през 1963 г.) и „Информационни технологии и комуникации“ (създадена през 1966 г.). Институционализацията на новосформирания факултет става с Постановление на Министерския сувет (ПМС) №229 от 16.09.2008 г.
Отделянето на посочените катедри се приема като реализация на университетската политика да обособи научните области - информатика, статистика и математика в отделен факултет, а по-късно и в самостоятелни професионални поднаправления. Този факултет играе ключова роля в електронизацията на университета и разработването на иновативни в тази сфера проекти като електронна студентска книжка, електронни учебни протоколи и т.н.

## Катедри
Факултетът „Приложна информатика и статистика“ обучава студенти в професионално направление „Икономика“ и включва три катедри.

### „Статистика и иконометрия“
Катедра „Статистика и иконометрия“ е формирана през 1947 към Обединения факултет за стопански и социални науки при Софийския държавен университет „Св. Климент Охридски“, тя е също приемник и на Свободния университет за политически и стопански науки (Балкански близкоизточен институт), основан в София през 1920, на Държавното висше училище за финансови и административни науки (1938). Със създаването на Висшия икономически институт „Карл Маркс“ е създадена специалност „Статистика“, която през 1992 е преименувана на „Статистика и иконометрия“.
През годините катедрата подготовя видни учени, признати в международната статистическа общност като проф. Георги Т. Данаилов (1872–1939), проф. Димитър Ив. Мишайков (1883–1945), акад. Стефанов (1899–1980), проф. Тотев (1906–1999), проф. Петър Шапкарев (1908−1997), проф. Здравко Сугарев (1909−1993), проф. Венец Цонев (1917–2008), проф. Станев (1917), проф. Наумов, проф. Балевски, проф. Алберт Аврамов (1924−1982), проф. Кирил Гатев (1926), проф. Иванка Съйкова (1930), проф. Божидар Русев (1933), проф. Нигрета Величкова (1936), доц. Тодор Къналиев (1941), проф. Георги Мишев (1947), , доц. Евгени Шкодрев (1944), проф. Стоян Цветков (1950), доц. Андреана Стойкова-Къналиева (1951), проф. Веселка Павлова (1955), проф. Тодор Калоянов (1955), проф. Валентин Гоев (1958)  и др.
Преподаватели
- Проф. д-р Венелин Николаев Бошнаков
- Проф. д-р Соня Дакова Чипева
- Доц. д-р Александър Цветанов Найденов
- Доц. д-р Атанас Георгиев Атанасов
- Доц. д-р Екатерина Александрова Тошева
- Доц. д-р Мариана Коцева
- Доц. д-р Мариана Мургова
- Гл. ас. д-р Васил Димитров Бозев
- Гл. ас. д-р Ива Павлова Райчева
- Гл. ас. д-р Весела Григорова Димитрова
- Ас. д-р Венцислава Цветанова Стоянова

## Академичен състав
- 11 професори – 2-ма от тях с научна степен „доктор на науките“ и 9-има с образователна и научна степен „доктор“
- 16 доценти – с образователна и научна степен „доктор“
- 13 главни асистенти, от тях 6-има с образователна и научна степен „доктор“
- 16 асистенти, от тях 2-ма с образователна и научна степен „доктор“

## Специалности
Бакалавърски програми
Образователно-квалификационната степен „бакалавър“ (редовна форма на обучение) по четири специалности:
- Бизнес информатика
- Бизнес информатика с преподаване на английски език
- Икономика на съобщенията
- Анализ на бизнес данни със специализиран софтутер

Магистърски програми
Образователно-квалификационната степен „магистър“ се извършва по следните магистърски програми:
- Бизнес информатика
- Бизнес информатика със специализация „Информационни технологии за бизнес анализи“
- Анализ на данни със специализиран софтуер